# Oncodethorax zimbabwensis
Oncodethorax zimbabwensis – gatunek chrząszcza z rodziny kusakowatych i podrodziny rydzenic, jedyny z monotypowego rodzaju Oncodethorax. Endemit Zimbabwe.

## Taksonomia
Gatunek i rodzaj opisał po raz pierwszy w 2012 roku Roberto Pace. Jako lokalizację typową wskazano Umgebung Kotwa w północno-wschodnim Zimbabwe. Nazwa rodzajowa pochodzi od greckich słów óγκώδη, oznaczającego „rozdęte” i θωραξ, oznaczającego „tułów”, i odnosi się do nabrzmiałego przedplecza owada. Epitet gatunkowy pochodzi od lokalizacji typowej. 

## Morfologia
Chrząszcz o wydłużonym, błyszczącym ciele długości 3,4 mm.
Żółtawoczerwona, prawie kulista acz szersza niż dłuższa głowa pozbawiona jest punktowania i siateczkowania. Cechuje się nieobrzeżonymi od spodu, w widoku grzbietowym krótszymi od oczu skroniami, poprzeczną wargą górną o lekko wykrojonej krawędzi przedniej, krótko owłosionym płatem zewnętrznym szczęk szerszym i dłuższym niż krótki, zaostrzony i opatrzony trzema kolcami wierzchołkowymi i czterema kolcami dalszymi płat wewnętrzny, głaszczkami szczękowymi o drobnym członie pierwszym i krótkim członie czwartym, silnie poprzecznie trapezowatą z lekko łukowatą krawędzią przednią bródką zrośniętą z podbródkiem, dość długimi głaszczkami wargowymi o członie trzecim węższym niż drugi, który to jest znacznie krótszy niż pierwszy oraz szerokim języczkiem z szeroko trójkątnym wcięciem dzielącym go na rozbieżne płaty. Żółte czułki mają człon drugi krótszy niż pierwszy, trzeci dłuższy niż poprzedni, a te od czwartego do dziesiątego poprzeczne. Szyja jest słabo wyodrębniona.
Tułów jest szerszy od głowy. Silnie poprzeczne i wysklepione, żółtawoczerwone przedplecze ma cztery punkty po bokach linii środkowej i pozbawione jest siateczkowania. Hypomery nie są widoczne patrząc z boku. Żółtawoczerwone, wysklepione pokrywy mają bardzo rzadkie i powierzchowne punktowanie, ukośne i głębokie wciski boczne oraz pozbawione są siateczkowania i wykrojenia części zewnętrzno-wierzchołkowej. Kolor krótkich odnóży jest żółtawoczerwony. Śródpiersie zrośnięte jest z zapiersiem. Stopy pary przedniej budują cztery, a pozostałych par pięć członów.
Odwłok silnie zwęża się od nasady ku szczytowi i pozbawiony jest siateczkowania.